# Dublinská univerzita
Dublinská univerzita (irsky Ollscoil Átha Cliath; plným anglickým názvem: Chancellor, Doctors and Masters of the University of Dublin) je veřejná vysoká škola v irském hlavním městě Dublinu. Často je nazývána též Trinity College Dublin, podle své nejstarší školy ("koleje"), která si dosud udržuje značnou samostatnost, přesto je součástí Dublinské univerzity.

## Historie a současnost
Za datum svého vzniku univerzita považuje právě datum založení Trinity College, tedy 3. březen 1592. Škola byla tehdy založena královnou Alžbětou I., podle vzoru univerzit v Oxfordu a Cambridge, nicméně na rozdíl od nich vznikla tehdy jen jedna kolej. Jejím prvním kancléřem se stal William Cecil, 1. baron Burghley. O založení dalších škol a rozvinutí v plně univerzitní systém se uvažovalo několikrát, ale většinou vše ztroskotalo na nedostatku peněz. Když královna Viktorie v roce 1857 konečně založila univerzitní instituce Dublinské univerzity (zejm. senát), vznikly pochybnosti, zda Trinity College a Dublinská univerzita nejsou dvě různé instituce. Vše rozřešil soudní výrok z roku 1898, který konstatoval, že Trinity College a University of Dublin "jsou jedno tělo". Soudce také zdůraznil, že patent z roku 1857 nezakládal Dublinskou univerzitu, do níž by začlenil Trinity College, založil jen senát Dublinské univerzity, která existovala již předtím, a to právě jakožto Trinity College. Navzdory tomu se v průběhu doby objevilo několik kompetenčních sporů o to, jak moc může vedení univerzity zasahovat do záležitostí koleje. Protože jde o citlivé otázky, některé mezinárodní instituce školu pro jistotu označují například "Trinity College Dublin - University of Dublin" (jako například organizace Quacquarelli Symonds), byť se takové označení nezakládá na žádném právním základě. Obvykle se názvy koleje a univerzity považují za zaměnitelná synonyma.
Podle žebříčku QS World University Rankings 2024 je Dublinská univerzita 81. nejlepší vysokou školou na světě (26. v Evropě a 11. v Evropské unii). V oblasti humanitních a sociálních věd je hodnocena jako 58. nejlepší na světě.

## Absolventi
Ke známým absolventům univerzity patří filozofové George Berkeley a Edmund Burke, astronom William Rowan Hamilton, ekonom Francis Ysidro Edgeworth, vynálezce Charles Algernon Parsons, fyzikové George Johnstone Stoney a George Francis FitzGerald a dva vědečtí nositelé Nobelovy ceny: William C. Campbell a Ernest Thomas Sinton Walton. Jakousi tradicí školy pak je, že plodí významné literáty. Jejími studenty byli Jonathan Swift, Oscar Wilde, John Butler Yeats, Samuel Beckett, John Millington Synge, John Boyne, Anne Enrightová, Joseph Sheridan Le Fanu nebo Bram Stoker. Také řada významných irských politiků absolvovala na Trinity College, například irští prezidenti Douglas Hyde, Mary McAleeseová a Mary Robinsonová. K absolventům patří i nositelka Nobelovy ceny míru Mairead Maguireová.

## Zajímavosti
Zajímavostí je, že v dobách, kdy bylo ženám na univerzitách v Oxfordu a Cambridgi dovoleno studovat, ale nikoli získávat tam tituly, mohli si – na základě starých smluv o vzájemném uznávání zkoušek a titulů – pro univerzitní titul dojet právě do Dublinu. Takovým "absolventkám Dublinské univerzity", které s ní ve skutečnosti byli v kontaktu jen na své promoci, se pak říkalo "dámy z parníku".
Zvláštností univerzity je také tradiční právo volit poslance. Právo volit dva členy parlamentu ji roku 1613 udělil král Jakub I. Ani nezávislý irský stát jí toto právo neodebral, od roku 1923 do roku 1936 univerzita zvolila tři poslance dolní komory Dáil Éireann. Od přijetí nové ústavy v roce 1937 univerzita jmenuje tři senátory do horní komory Seanad Éireann. K osobnostem, které univerzita takto dosadila do politické funkce, patří například i Mary Robinsonová, jež se později stala irskou prezidentkou. V minulosti bylo podmínkou pro zisk tohoto postu akademické postavení (poslanec musel být minimálně učitelem univerzity), od roku 1918 je to již jen diplom z univerzity.